# Mount Simon
Mount Simon är ett berg i territoriet Falklandsöarna (Storbritannien). Det ligger i den östra delen av landet, 50 km väster om huvudstaden Stanley. Toppen på Mount Simon är 600 meter över havet. Mount Simon ligger på ön Falkland Islands.
Terrängen runt Mount Simon är huvudsakligen lite kuperad.  Trakten runt Mount Simon är nära nog obefolkad, med mindre än två invånare per kvadratkilometer. Det finns inga samhällen i närheten. Trakten runt Mount Simon består i huvudsak av gräsmarker.